# Michael Hümbert
Michael Hümbert (* 6. Januar 1990 in Saarbrücken) ist ein deutscher Straßenradrennfahrer.
Michael Hümbert gewann 2007 in Wallenhorst die zweite Etappe bei der Niedersachsen-Rundfahrt der Junioren und konnte so auch die Gesamtwertung für sich entscheiden. Später gewann er bei der Sparkassen Münsterland Tour noch eine Etappe. Durch diese Erfolge wurde er Erster in der Gesamtwertung der Internationalen Deutschen Meisterschaft.
2009 erhielt Hümbert seinen ersten Vertrag bei einem internationalen Radsportteam, dem Continental Team Seven Stones.

## Erfolge
2007
- Niedersachsen-Rundfahrt der Junioren und eine Etappe
- eine Etappe Sparkassen Münsterland Tour
- Gesamtwertung Internationale Deutschen Meisterschaft

2009
- Gesamtnachwuchswertung Rad-Bundesliga U23

2012
- eine Etappe Tour de Berlin

## Teams
- 2009–2011 Seven Stones
- 2012 LKT Brandenburg[1]
- 2013 Team Bergstraße-Jenatec
- 2014 Bike Aid-Ride for Help